# Полуостров Краббе
Полуо́стров Кра́ббе — один из крупных полуостровов в Приморье.
Находится на юго-западе Хасанского района, между посёлками Зарубино и Посьет. Открыт и нанесен на карту офицерами экспедиции вице-адмирала Е. В. Путятина в 1854 г. Назван в 1863 г. экспедицией подполковника корпуса флотских штурманов В. М. Бабкина по фамилии управляющего Морским министерством вице-адмирала Н. К. Краббе.

## Природа
Полуостров представляет собой вытянутый с запада на восток массив древних вулканических построек, соединённый с материком узкой намывной косой. Ширина косы в самой узкой части составляет всего 70 м. Ширина же центральной части полуострова доходит до 4,5 км. Протяжённость от восточного перешейка до крайнего западного мыса Астафьева около 13 км, площадь — 30,8 км².
Приблизительно по оси полуострова протягивается водораздельный хребет. Его вершины и склоны в целом сглажены денудацией, но местами над ними резко выступают скальные останцы — вулканогенные экструзии, сложенные более прочными породами. Высшая точка полуострова Краббе — безымянная отметка в центральной части, высотой 179,5 м. В восточной части резко поднимается над окружающим ландшафтом вторая по высоте вершина — гора Дегера (160,2 м).
Мыс Дегера [Савича] был открыт и нанесён на карту в 1854 году экипажем фрегата «Паллада» и тогда же назван по фамилии члена экипажа шхуны «Восток» лейтенанта Никанора Никаноровича Савича; в 1863 году экспедицией В. М. Бабкина мыс был переименован и назван по фамилии лейтенанта Карла Карловича де Гера (1839—?), на карты название наносится с искажением фамилии.
С севера полуостров омывается мелководной, закрытой бухтой Новгородская. Сильного волнения в ней не бывает. Берега аккумулятивные, низкие, изрезаны слабо. Пляжи очень узкие, топкие, илистые, прибрежная зона во многих местах заболочена и покрыта высокотравьем. Протяжённость северного побережья (от перешейка до мыса Астафьева) — 16,1 км. С юго-запада полуостров омывается бухтой Рейд Паллада, с юга — открытой акваторией залива Посьет, с юго-востока — заливом Китовый. Протяжённость этого участка побережья 24,3 км. Берега абразионные, изрезанные, подвергаются волнению с открытого моря. Скалистые обрывы чередуются с песчаными и галечниковыми пляжами. Вблизи берега имеется несколько кекуров, также можно встретить арки, волноприбойные ниши. В центральной части рассматриваемого участка глубоко в берег вдаётся бухта Миноносок, предположительно часть разрушенного морем вулкано-тектонического прогиба (кальдеры).
Гидрографическая сеть полуострова Краббе насчитывает 16 ручьёв, протяжённостью более 1 км. Длина самого крупного составляет 1,6 км. В устьях нескольких ручьёв приливно-отливными течениями промыты эстуарии. Крупных озёр на полуострове нет, имеется лишь одно озеро лагунного типа, площадью около 1 га, расположенное на северо-западном побережье.
Преобладающие ландшафты — луговые. На солнцепёках, крутых склонах и гребнях высота травостоя минимальна, в поймах ручьёв, на заболоченных низменностях вдоль побережья бухты Новгородской — максимальна. Широколиственный лес произрастает небольшими массивами, вытянутыми по долинам ручьёв, и, местами, вдоль гребней водоразделов. На склонах встречаются отдельные группы деревьев. Залесённость низкая, около 6-8 %. В составе древостоя преобладает дуб.

## Население
На полуострове Краббе насчитывается несколько десятков археологических памятников — от эпохи каменного века и средневековья, до построенных в XX веке оборонительных сооружений — элементов мощного укрепрайона, простирающегося вдоль южных границ Приморья. До 1940-х годов на полуострове существовал населённый пункт Краббе с численностью жителей более 1000 чел. В настоящее время постоянное население отсутствует. Имеется радиотехнический пост погранвойск на мысе Гаккеля, кордон Дальневосточного морского заповедника и ферма марикультуры в бухте Миноносок, база отдыха Краббе в бухте Агатовой. Кроме того, на мысе Дегера имеется автоматический маяк (по состоянию на нынешний год маяк не действует и уже стал разрушаться).
В туристическом отношении территория полуострова имеет свои особенности. Она находится в стороне от основных автодорог и имеет худшую транспортную доступность из-за бездорожья. Кроме того, на полуострове сравнительно мало удобных для купания пляжей и родников с чистой питьевой водой. Воду из многочисленных ручьёв можно употреблять после кипячения. На северном побережье полуострова много комаров. Поэтому, среди окружающих многолюдных, удобных для пляжного отдыха мест, таких как коса Назимова, Кубанка, бухта Троицы, полуостров Краббе выглядит пустынным. Это обстоятельство имеет свои преимущества для экотуризма. Объектами экотуризма могут являться залежи лечебных грязей в вершине бухты Новгородской, вулканогенный эрозионно-останцовый рельеф в юго-восточной части полуострова, галечниковые пляжи в бухте Агатовой, а также археологические памятники, разбросанные по всему полуострову.